# Grange Moor
Grange Moor – wieś w Anglii, w hrabstwie ceremonialnym West Yorkshire, w dystrykcie metropolitalnym Kirklees. Leży 20 km na południe od miasta Leeds i 259 km na północny zachód od Londynu. W 2015 miejscowość liczyła 1164 mieszkańców.